# WE ARE Perfume WORLD TOUR 3rd DOCUMENT
《WE ARE Perfume -WORLD TOUR 3rd DOCUMENT》是日本流行電音組合Perfume首部纪录片电影，於2015年10月31日公开上映。商品化版本于2016年7月6日发行，唱片公司為Perfume Records。

## 概要
- 日本的流行电音三人组Perfume，史上首部纪录片电影。完整记录2014年10、11月举行的第三次全球巡演「Perfume WORLD TOUR 3rd」以及2015年三月出演的美国音乐节「SXSW 2015」的台前幕后。该作品于2015年在日本、美国同时上映（路演）。
- 本作品为第28届东京国际电影节推荐作品。

## 职员表
- 导演/拍摄/编辑/制作：佐渡岳利
- 音乐：中田ヤスタカ（CAPSULE）
- 企画/制作：高橋信一、大川弘美
- 制作：山本史朗
- 拍摄：澤田潤一、吉田貴之
- 副导演：井上寛亮
- 开场&间隔视频制作：真锅大度
- 旁白：近藤春菜

## 商品化版本 收錄内容
本作分為初回限定盤Blu-ray版（UPXP-9006）、通常盤Blu-ray版（UPXP-1008/9）、初回限定盤DVD版（UPBP-9008）及通常盤DVD版（UPBP-1008/9）四種型態發行。

### DISC 1
1. 映画本編

※

### DISC 2
1. Behind the Scene of SXSW
2. Special Interview
3. Trailer

### CD（初回限定盘）
| 曲序 | 曲目                        |
| ---- | --------------------------- |
| 1.   | Teleportation               |
| 2.   | Expectation                 |
| 3.   | Spring of Life (Piano ver.) |
| 4.   | Journey                     |